# Michel Bruguier
Pour les articles homonymes, voir Bruguier.

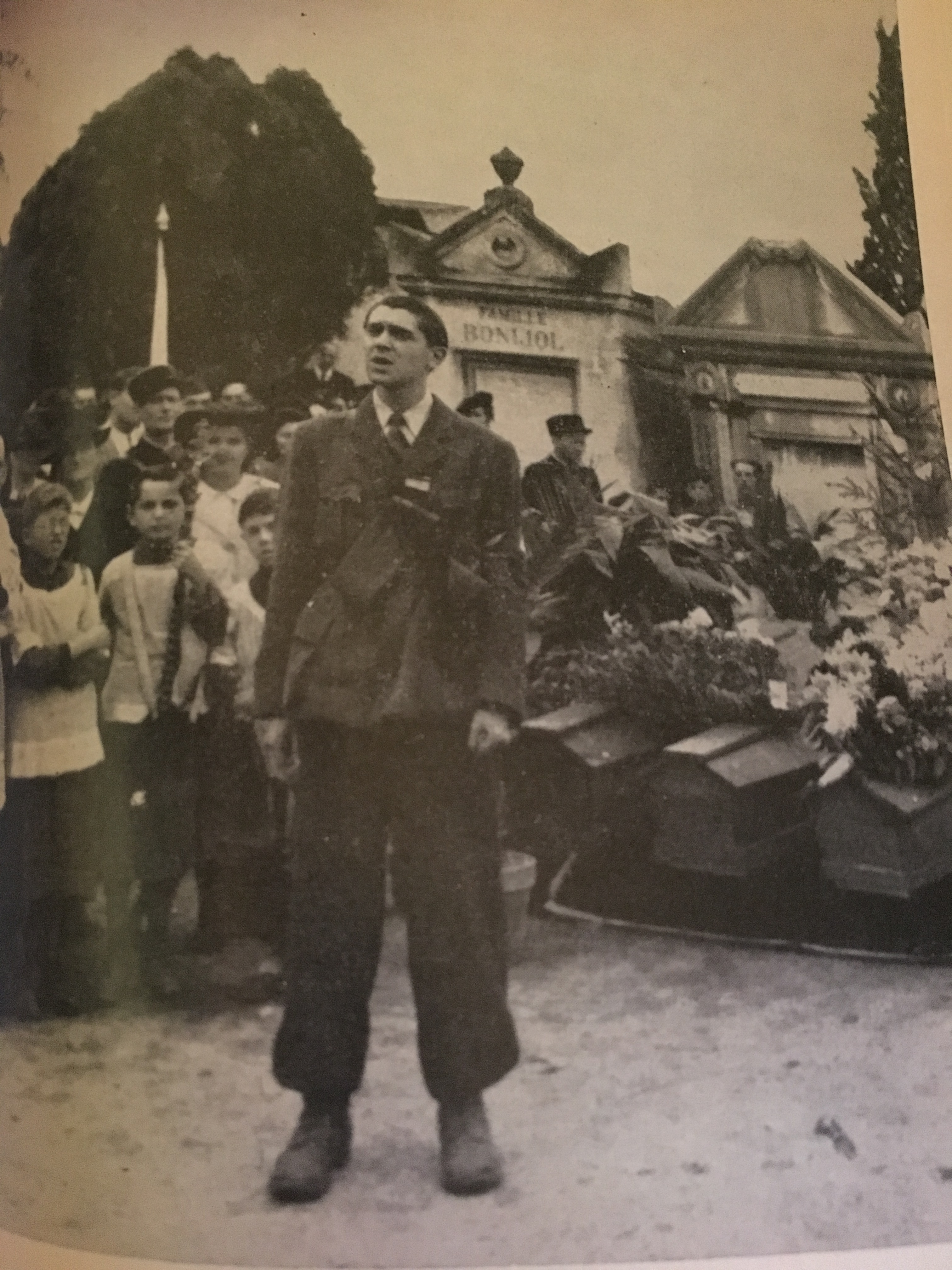
obsèques des martyrs du puits de Celas.

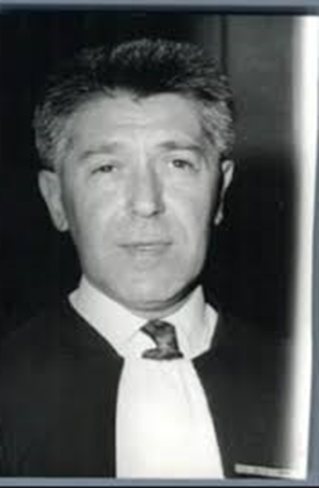
Me BRUGUIER PROCES BEN BARKA

Michel Bruguier (1921-1967) est un avocat et résistant français.

## Biographie
Fils de Georges Bruguier, Michel Bruguier naît le 17 novembre 1921 à Carcassonne. « Monté » à Paris, il intègre les classes préparatoires du lycée Henri-IV.
Mais la débâcle et l'Occupation le poussent à s'engager dans la résistance intérieure. Membre du réseau Combat, il en devient le responsable départemental en juillet 1942. Il est ensuite incarcéré en 1942-1943, nommé inspecteur régional des Mouvements unis de la Résistance, puis promu chef des Forces françaises de l'intérieur du Gard (sous le nom de guerre de « Commandant Audibert »). « Organisateur d'exception » pour Michel Boissard, il s'attelle à l'unification de la résistance régionale.
Après la Libération, il intègre le comité départemental de libération du Gard, en sa qualité d'étudiant, mais il y est souvent représenté par Lucien Quet. Il adhère par la suite au Parti communiste français. 
Ayant opté pour le métier d'avocat, il plaide quelques dossiers marquants durant une carrière toutefois écourtée par la maladie ; ainsi plaide-t-il la défense de Mehdi Ben Barka en compagnie de René Thorp.
Il meurt des suites d'une hémorragie cérébrale le 16 mars 1967et est inhumé au cimetière de la Cité de Carcassonne.

## Ouvrage
- La France devant les accords de Bonn et le traité de Paris : leur origine, leur contenu, leurs conséquences, Paris, Mouvement de la paix, 1954 (BNF 33926100).

## Distinctions
- Chevalier de la Légion d'honneur
- Croix de guerre 1939–1945, palme de bronze
- Médaille de la Résistance française